# 조진호 (축구인)
조진호(趙眞浩, 1971년 8월 2일 ~ 2017년 10월 10일)는 대한민국의 축구 선수였으며, 대전 시티즌, 상주 상무, 부산 아이파크의 감독을 지냈다. 본관은 함안.

## 선수 경력
조진호는 대륜고등학교 재학 시절 일찌감치 재능을 인정받아 1991년 FIFA 세계 청소년 축구 선수권 대회 남북단일팀에 선발되었다. 당시 대표팀의 공격진은 대부분 북한 선수들이었지만, 서동원과 더불어 남한선수로는 유일하게 대표팀의 공격진을 이끌었으며, 대표팀의 8강 진출에 공헌하였다. 실력을 인정받은 조진호는 1992년 바르셀로나 올림픽 축구대표팀에 선발되며 당시 최연소 한국올림픽 축구대표팀 선발이라는 기록을 남겼다. 1993년 FIFA 세계 청소년 축구 선수권 대회 본선에 2회 연속 출전하였으며, 미국 월드컵 대표팀에 선발되였으며, 카메룬과의 월드컵 직전 두차례 평가전서 연속골을 기록하며 많은 주목을 받았고, 조별리그 3라운드 독일전에 서정원과 교체로 출전하였으며, 구이도 부흐발트의 전담 마크맨으로 활약했으나, 한국의 2:3 패를 피하기는 역부족이었다.
월드컵에서의 활약을 인정받아 히로시마 아시안 게임 본선 출전하였지만,끝내 한국은 4강에서 우즈베키스탄에 패배하여 탈락하였다. 그 후 1996년 하계 올림픽을 앞두고 선임된 아나톨리 비쇼베츠 감독은 한국 축구의 체질개선을 선언하였고, 좋은 체격조건을 가진 선수를 추구했던 탓에 조진호의 대표팀에서의 입지는 줄어들었으며, 1995년 다이너스컵 출전을 앞두고 아나톨리 비쇼베츠의 기용방식에 불만을 품고 올림픽대표팀 합류 거부 파문을 일으켰다.
이 사건 이후 6개월 선수 자격정지와 함께 축구팬들의 외면을 받았으며, 부상으로 인해 소속팀이 포항에서조차도 고정운 박태하 등에 밀리며 1996년 FA컵에서 해트트릭 및 MVP로 선정된 것 이외에는 기대 이하의 활약을 펼쳤다.
그 후 2000년 부천 SK로 이적하였고 2000년 대한화제컵 포항과의 A조 2차전서 멀티골, 연장전 골든골을 기록하며 친정팀에 비수를 꽂았으며,5월 5일 서울올림픽주경기장에서 펼쳐진 전남 드래곤즈와의 대회 결승전서 연장 전반 4분 전경준의 프리킥을 헤딩으로 연결해 골을 기록하며 부천의 대회 우승을 이끌었다.
2001년 성남 일화 천마로 이적했지만, 2년간 27경기 2골 1어시스트에 그쳤으며,우측 무릎 전방 십자인대 부상 재발로 2002년 현역에서 은퇴했다.

## 지도자 경력
선수 시절 활약하였던 부천 SK에서 코치 생활을 시작하였다. 이후 전남 드래곤즈를 거쳐 2013년 대전 시티즌의 수석 코치로 부임하여 김인완 감독을 보좌하였다. 2013 시즌 말미 김인완 감독의 병세가 악화되어 감독 대행으로 팀을 이끌게 된 후, 10월 9일 경남 FC와의 홈경기서 처음 나섰으나 0:1로 패했다. 그러나 11월 20일 제주 원정경기 1:0승을 시작으로 11월 17일 성남전 1:0승리까지 총 리그 4연승을 거두며 돌풍을 일으키며 강등으로부터 구해내려 분투하였으나, 11월 27일 경남 FC와의 원정경기서 승리를 거두지 못하며 최종적으로는 강등의 쓴 맛을 맛보게 되었다. 하지만 11월 30일 전남과의 리그 패막전 2:0 승리 등으로 시즌 막판 리그 6경기 연속 무패등의 부임 후의 좋은 성적에 힘입어 감독 대행 신분으로 2014 시즌에도 팀을 계속 이끌게 되었다.
K리그 챌린지에서 시작한 2014 시즌 개막전에선 수원 FC에 대패하였으나 3월 30일 고양 Hi FC전 4:1 대승을 시작으로 4월 27일 부천 FC 1995전까지 총 리그 5연승을 거두었으며, 5월 8일 감독 대행에서 정식 감독으로 부임하였다. 6월 21일 대구 FC전까지 총 14경기 연속 무패와 더불어 한시즌동안 11경기 연속 홈 무패를 기록하며 구단의 한시즌 홈 최다 연속무패 신기록을 세움과 동시에 리그의 절대강자로 치고 올라가는 등 상승세를 보이자 5월 8일 마침내 정식 감독으로 선임되었으며, 5월 11일 안산 경찰청 축구단과의 정식감독으로서의 데뷔전에서 2:0승을 이끌었으며, 5월 이달의 감독에 선정되었다. 이후 시즌 종료까지 꾸준히 리그 1위 자리를 수성하며 대전의 1부 리그 승격을 이끌었으며, K리그 챌린지 최우수감독에 선정되었으며, 구단 역사상 최초로 한시즌에 20승 이상을 거둔 감독이 되었으며, 대전팬들 사이에서 갓진호라는 별명을 얻었다.
K리그 클래식에서의 2015 시즌을 앞두고 안영규, 정석민, 임창우 등 주축 선수들이 다수 빠져나가는 등 악재를 겪었고 시즌 개막 후 11라운드까지 1승을 거두는데 그치자 계약조건을 토대로 사임, 사실상 경질되었다.
그뒤 독일에서 지도자연수를 받은뒤, 박항서 감독의 후임으로 상주 상무의 감독으로 취임했으며,2016시즌 상주를 최초로 리그 상위 스플릿 A에 진출시켰다. 이는 박항서도 하지 못한 K리그 클래식 잔류를 상위 스플릿으로 확정지은 것이다.
11월 25일 부산 아이파크의 감독으로 취임하였으며, 이정협을 비롯한 공격 자원을 앞세워 시즌 내내 리그 상위권을 유지하였으며, FA컵에서는 FC 서울과 전남 드래곤즈 등의 강호들을 상대로 승리를 거두어 4강에 진출하였지만, 10월 8일 리그 1위 경남 FC전에서 패하면서 사실상 리그 2위를 확정지었다.

## 사망
이틀 뒤인 2017년 10월 10일에 화명동 부산 아이파크 숙소를 나서다 상주 시절부터 좋지 않았던 심장에 심적 부담이 더해진 것이 원인이 되어 급성 심장마비로 쓰러져 병원에 후송됐지만, 끝내 향년 45세를 일기로 세상을 떠났다. 빈소는 양산부산대학교병원 장례식장 특 2호실에 마련되었으며, 발인은 12일 오전에 이루어졌다. 그의 유해는 김해 화장장에서 화장된 뒤 경기도 광주시 추모공원에 안장되었다.

## 사후
조진호 감독 사망 이후 K리그에 소속된 각 구단들 또한 홈페이지나 SNS를 통해 고인을 추모하는 메시지를 올렸으며, 특히 낙동강 라이벌인 경남 FC는 추모에 더해 '그동안 멋진 경쟁에 감사했다'는 메시지를 추가로 남겼다.
10월 10일 당일 스위스 베른 주 빌에서 열린 대한민국 축구 국가대표팀과 모로코 축구 국가대표팀의 평가전 시작 전 선수들이 묵념의 시간을 가졌다. 또한 10월 14일부터 15일까지 모든 K리그 경기에서도 추모 묵념을 진행했다. 10월 14일 수원 FC와 부산 아이파크의 경기에서는 부산 측 원정 서포터석에 조진호 감독의 사진을 걸었으며, 이 날 이정협은 페널티킥으로 골을 성공시킨 뒤 조진호 감독의 사진 앞에 달려가 얼굴을 파묻는 모습을 보여주었다. 10월 15일 대전 시티즌과 부천 FC 1995와의 경기에서는 대전 홈팬들이 조진호 감독이 대전을 K리그 챌린지에서 우승하면서 승격의 영광을 이루었던 2014년을 기억하고 추억하고자 경기 시작 후 14분 동안 응원을 하지 않으며 조진호 전 감독을 추모했다.
비록 수원 삼성 블루윙즈과의 FA컵 4강전은 조진호 감독의 사망으로 이승엽 감독 대행이 지휘했지만,이미 조진호가 FA컵 4강 대진표가 나왔을 때 대비해 전술을 모두 파악해 놓은 상태였으며, 이를 인수인계받은 이승엽 대행은 조진호 감독의 전술을 파악해 전방 압박을 충실히 해서 조진호 감독이 원했던 공격적인 축구를 선보였고, 승부차기 끝에 수원 삼성 블루윙즈를 꺾고 FA컵 결승에 진출하며 명장의 마지막 경기에 피날레를 찍었으며, 이날 경기에서 이승엽 대행은 조진호 감독이 입었던 속옷을 입고 경기를 지휘했다고 한다.
한편 이번 조진호 감독의 사망을 통해 감독의 고충과 스트레스가 재조명받으며 감독이라는 자리가 선수들보다 더 힘든 직업인지를 깨우쳐 주고 선수들과는 달리 마땅히 스트레스를 풀 만한 방법이 없는 현실에 대한 개선과, 건강검진 의무화 및 관리 방안을 찾아야 한다는 의견들이 나오고 있다. 그래서 K리그는 2018년부터 감독 및 코칭스태프들의 건강검진을 의무화시킨 계기가 되었다.
2017시즌 K리그 시상식에서 조진호 감독에게는 특별 공로상이 주어졌고, 아들 조함민 군이 대신 시상식에 참여했다.

## 수상 내역

### 선수
포항 스틸러스
- FA컵 : 우승 (1996)
- AFC 챔피언스리그 : 우승 (1996), (1997)

### 감독
대전 시티즌
- K리그 챌린지 : 우승 (2014)

### 개인
- FA컵 (1996) MVP
- 2014년 K리그 챌린지 최우수 감독상
- 2014년 K리그 챌린지 5월의 K리그 감독상
- 2017년 K리그 특별 공로상

## 그 외
조진호는 쉐도우 스트라이커 겸 공격형 미드필더로 많은 활동량을 주무기로 하였으며 이로 인해 '깨소금'이라는 별명을 가졌다. 감독과의 불화, 부상 등의 악재로 재능에 비해 선수로서 빛을 보지 못하며 '비운의 천재'라는 별명을 얻었다.
조진호는 다른 감독들과는 다르게 팀이 골을 성공시키면 무릎을 꿇고 두팔을 번쩍 들어올리는 등의 세레머니나 퍼포먼스를 펼치면서 격하게 기쁨을 표출하는 것으로 유명했는데 이는 디에고 시메오네의 영향이었다고 한다. 하지만 2017년 부산 아이파크 감독 시절에는 친정팀 대전 시티즌과의 경기에서 팀이 골을 성공시키면 평소와는 다르게 세레머니나 퍼포먼스를 자제하면서 친정팀인 대전에 대한 예의를 지키기도 하였다.

## 참고 자료
- KFA 리포트 나의 선수 시절 - 조진호' 피치 위에 못다 핀 꽃
- 최재성의 축구산책 - 조진호가 조기 은퇴한 사연